# Lucía de Borbón-Dos Sicilias
Lucía de las Dos Sicilias (9 de julio de 1908 - 3 de noviembre de 2001) fue una princesa de la Casa de Borbón-Dos Sicilias, que se convirtió por matrimonio en miembro de la Casa de Saboya y la Familia Real Italiana.

## Primeros años
Nació tres días después de que su madre cumplió 36 años. Sus padres fueron el entonces duque de Calabria Fernando de Borbón-Dos Sicilias y su esposa la princesa María de Baviera. Tenía cuatro hermanos mayores, tres mujeres, María Antonieta, María Cristina y Bárbara, y un varón, Rogelio María. Posteriormente nacería la hermana menor, Urraca.
En el momento de su nacimiento habían pasado más de 47 años desde que su casa había perdido el trono siciliano, por lo que su familia vivía en Baviera la tierra de su madre, la cual en ese momento estaba reinando el rey Otón I, aunque en realidad estaba gobernada por su bisabuelo materno el príncipe regente Leopoldo. Después de su muerte en 1912 y la derrocación del rey Otón, su abuelo ascendió oficialmente al trono con el nombre de Luis III. Tras el fin de la monarquía bávara y el imperio alemán en 1918, Lucía y su familia se fueron a vivir a Villa Armsee en Lindau. También hacían visitas a sus abuelos paternos en Cannes.

## Matrimonio
A la edad de 30 años, Lucía se casó con Eugenio de Saboya de 32, el hijo más joven y sexto varón de Tomás de Saboya-Génova, Duque de Génova y su esposa Isabel de Baviera el cual pertenecía a la rama Génova de la casa de Saboya, ostentaba el título de duque de Ancona. La boda tuvo lugar el 29 de octubre de 1938 en el Palacio de Nymphenburg en Múnich. La pareja tuvo una única hija:
- Princesa María Isabel de Saboya-Génova (1943), casada en Lausana el 29 de abril de 1971 con Alberto Frioli. El matrimonio fue autorizado por Humberto II, quien otorga a Guido Aldo Frioli, padre de Alberto, el título de Conde de Rezzano. Tienen cuatro hijos: Víctor Eugenio (1972), María Cristina (1973-1973), Carlos Alberto (1974) y María Luz (1978).

## Vida posterior
Durante el referéndum en Italia en 1946 sobre el sistema estatal, la mayoría de la población votó por el establecimiento de la república aboliendose la monarquía, por lo que la familia emigró a Brasil, donde se dedicó Eugenio a la agricultura. En 1990, heredó el título de duque de Génova de su difunto hermano sin hijos, Filiberto cuarto duque de Génova, en consecuencia, Lucía se convirtió en duquesa de Génova. Viuda en 1996, Lucía murió en San Paulo en 2001, fue enterrada junto a su marido en el cementerio de dicha ciudad, en 2006 los cuerpos de ambos fueron trasladados a Italia y enterrados en la Basílica de Superga, en las afueras de Turín.

## Títulos y tratamiento
- 9 de julio de 1908 - 29 de octubre de 1938: Su Alteza Real, la Princesa Lucía de Borbón-Dos Sicilias.
- 29 de octubre de 1938 - 7 de septiembre de 1990: Su Alteza Real, la Duquesa de Ancona.
- 7 de septiembre de 1990 - 8 de diciembre de 1996: Su Alteza Real, la Duquesa de Génova.
- 8 de diciembre de 1996 - 3 de noviembre de 2001: Su Alteza Real, la Duquesa Viuda de Génova.